# Departamento de Magallanes
Departamento de Magallanes är en kommun i Argentina.   Den ligger i provinsen Santa Cruz, i den södra delen av landet, 1 800 km sydväst om huvudstaden Buenos Aires. Antalet invånare är 6 536. Arean är 19 805 kvadratkilometer.
Terrängen i Departamento de Magallanes är kuperad åt sydväst, men åt nordost är den platt.
Omgivningarna runt Departamento de Magallanes är i huvudsak ett öppet busklandskap. Trakten runt Departamento de Magallanes är nära nog obefolkad, med mindre än två invånare per kvadratkilometer.